# Puska
Puska är en ort i Kroatien.   Den ligger i länet Moslavina, i den östra delen av landet, 80 km sydost om huvudstaden Zagreb. Puska ligger 92 meter över havet och antalet invånare är 293.
Terrängen runt Puska är mycket platt. Runt Puska är det ganska glesbefolkat, med 47 invånare per kvadratkilometer. Närmaste större samhälle är Kutina, 16,9 km norr om Puska. I omgivningarna runt Puska växer i huvudsak blandskog.